# جاك كلايتون
جاك كلايتون (بالإنجليزية: Jack Clayton)‏  (و. 1921 – 1995 م) هو مخرج أفلام، ومنتج أفلام، وممثل من المملكة المتحدة لبريطانيا العظمى وأيرلندا، والمملكة المتحدة، ولد في برايتون، توفي في سلاو، عن عمر يناهز 74 عاماً.

## التعليم
تعلم في Arnold House School ‏.

## وصلات خارجية
- جاك كلايتون على موقع IMDb (الإنجليزية)
- جاك كلايتون على موقع مونزينجر (الألمانية)
- جاك كلايتون على موقع ألو سيني (الفرنسية)
- جاك كلايتون على موقع تيرنر كلاسيك موفيز (الإنجليزية)
- جاك كلايتون على موقع أول موفي (الإنجليزية)
- جاك كلايتون على موقع قاعدة بيانات الأفلام السويدية (السويدية)
- جاك كلايتون على موقع إن إن دي بي (الإنجليزية)
- جاك كلايتون على موقع قاعدة بيانات الفيلم (الإنجليزية)
- جاك كلايتون على موقع كينوبويسك (الروسية)